# Zagorje ob Savi
Zagorje ob Savi (en alemán Seger an der Sau, y cuyo nombre en español viene a significar Entre las montañas junto al Sava) es un municipio esloveno, de 17.067 habitantes, perteneciente a la región estadística de Zasavska. 
Es conocido por las grandes minas de carbón de su territorio, que desde el momento de su descubrimiento hasta su cierre han constituido la principal fuente de ingresos para sus habitantes. El gran aflujo inmigratorio desde principios del siglo pasado transformaron Zagorje de una aldea de campesinos a un importante centro urbano.
Cuenta dentro de su municipio con otras muchas localidades esparcidas por su territorio: Blodnik, Borje pri Mlinšah, Borje, Borovak pri Podkumu, Brezje, Breznik, Briše, Dobrljevo, Dolenja vas, Dolgo Brdo pri Mlinšah, Družina, Čemšenik, Čolnišče, Golče, Gorenja vas, Hrastnik pri Trojanah, Izlake, Jablana, Jarše, Jelenk, Jelševica, Jesenovo, Kandrše, Kisovec, Kolk, Kolovrat, Konjšica, Kostrevnica, Kotredež, Log pri Mlinšah, Loke pri Zagorju, Mali Kum, Medija, Mlinše, Mošenik, Orehovica, Osredek, Padež, Podkraj pri Zagorju, Podkum, Podlipovica, Polšina, Potoška vas, Požarje, Prapreče, Ravenska vas, Ravne pri Mlinšah, Razbor pri Čemšeniku, Razpotje, Rodež, Rove, Rovišče, Rtiče, Ržiše, Selo pri Zagorju, Senožeti, Sopota, Šemnik, Šentgotard, Šentlambert, Šklendrovec, Tirna, Vidrga, Vine, Vrh pri Mlinšah, Vrh, Vrhe, Zabava, Zabreznik, Zagorje ob Savi, Zavine, Zgornji Prhovec, Znojile et Žvarulje.

## Personajes destacados
- Janez Drnovšek, presidente de Yugoslavia entre 1989 y 1990, y más tarde, presidente de la ya independizada República de Eslovenia.
- Primož Roglič (n. 29 de octubre de 1989), ciclista de ruta.